# Saint-Vincent-du-Pendit
Saint-Vincent-du-Pendit is een gemeente in het Franse departement Lot (regio Occitanie) en telt 186 inwoners (2005). De plaats maakt deel uit van het arrondissement Figeac.

## Geografie
De oppervlakte van Saint-Vincent-du-Pendit bedraagt 9,2 km², de bevolkingsdichtheid is 20,2 inwoners per km².
De onderstaande kaart toont de ligging van Saint-Vincent-du-Pendit met de belangrijkste infrastructuur en aangrenzende gemeenten.

## Demografie
Onderstaande figuur toont het verloop van het inwonertal (bron: INSEE-tellingen).